# لويس كريستيان هيس
لويس كريستيان هيس (بالألمانية: Christian Hess)‏ هو رسام نمساوي، ولد في 24 ديسمبر 1895 في بولسانو في إيطاليا، وتوفي في 26 نوفمبر 1944 في شفاتس في النمسا.